# Les Ambassadeurs (film)
Pour les articles homonymes, voir Ambassadeur (homonymie).
Pour plus de détails, voir Fiche technique et Distribution.
Les Ambassadeurs (arabe : السفراء soit As-Sufara) est un film tunisien réalisé en 1975 par Naceur Ktari. Il obtient le Tanit d'or aux Journées cinématographiques de Carthage (JCC) en 1976 et le Prix spécial du jury du Festival international du film de Locarno la même année. Il est sélectionné au Festival de Cannes en 1978 dans la catégorie « Un certain regard ».

## Synopsis
Dans le quartier de la Goutte-d'Or à Paris, les émigrés nord-africains vivent en groupe parce qu'on n'en veut pas ailleurs. Les deux communautés arabe et française, forcées de cohabiter, ne se comprennent pas et s'affrontent. Salah venu du sud du Maghreb, découvre la vie d'un émigré à Paris et assiste en témoin ou en acteur aux incidents quotidiens qui tissent la vie de ses compatriotes. Celle-ci, sauf si l'on suppose des moyens peu honnêtes, est pénible et douloureuse. Les Français racistes du quartier prennent l'initiative d'agressions qui vont jusqu'à un double assassinat. Salah, aidé de camarades décidés prend conscience qu'il faut agir et collabore à l'organisation d'une manifestation de masse. Tous se retrouvent au palais de justice unis et décidés.

## Fiche technique
- Scénario : Lise Bouzidi, Christine Jancovici, Ahmed Kassem, Naceur Ktari et Gérard Mauger
- Réalisation : Naceur Ktari
- Montage : François Ceppi et Larbi Ben Ali
- Musique : Hamadi Ben Othman
- Photographie : Jean-Jacques Rochut
- Décors : Denis Martin Sisteron
- Son : Antoine Bonfanti, Auguste Galli et Hechmi Joulak
- Langue : français
- Format : couleur (35 mm)

## Producteurs
- Unité Trois : Alain Dahan ( France)
- SATPEC : Hassen Daldoul ( Tunisie)
- OGEK ( Libye)

## Distribution
- Sid Ali Kouiret : Salah
- Jacques Rispal : Albert
- Tahar Kebaïli : Mehdi
- Marcel Cuvelier : Pierre
- Mohamed Hamam : Ahmed
- Dominique Lacarriere : Zohra
- Faouzi Kasri : Ali
- Pierre Forget : Cecelle
- Dynn Yaad : Kamel
- Françoise Thuries : L'institutrice
- Med Hondo : Med
- Catherine Rivet : Catherine
- Didane Oumer : Hedi
- François Dyrek : Paul
- Raoul Curet : L'instituteur
- Gilberte Géniat : La boulangère
- Guy Mairesse : Le guetteur
- Khémaïs Khayati : Aziz
- Paul Pavel : Journaliste
- Denise Peron : Denise
- Alice Reichen : Une institutrice
- Yves Wecker : Nicolas
- Jenny Clève : Simone
- Annie Noel : Josette
- Omar Chouiref
- Berabah Rabah
- Abdellatif Hamrouni
- Samir Ayedi

## Récompenses
- Tanit d'or aux Journées cinématographiques de Carthage (1976)
- Prix spécial du jury du Festival international du film de Locarno (1976)
- Sélectionné au Festival de Cannes pour la catégorie « Un certain regard » (1978)